# Copris vietnamicus
Copris vietnamicus là một loài bọ cánh cứng trong họ Bọ hung (Scarabaeidae).